# Outlook (Montana)
Outlook és una població dels Estats Units a l'estat de Montana. Segons el cens del 2000 tenia 82 habitants.

## Demografia
Segons el cens del 2000, Outlook tenia 82 habitants, 35 habitatges, i 22 famílies. La densitat de població era de 24,4 habitants per km².
Dels 35 habitatges en un 28,6% hi vivien nens de menys de 18 anys, en un 60% hi vivien parelles casades, en un 2,9% dones solteres, i en un 37,1% no eren unitats familiars. En el 34,3% dels habitatges hi vivien persones soles el 20% de les quals corresponia a persones de 65 anys o més que vivien soles. El nombre mitjà de persones vivint en cada habitatge era de 2,34 i el nombre mitjà de persones que vivien en cada família era de 2,91.
Per edats la població es repartia de la següent manera: un 28% tenia menys de 18 anys, un 2,4% entre 18 i 24, un 23,2% entre 25 i 44, un 23,2% de 45 a 60 i un 23,2% 65 anys o més.
L'edat mediana era de 41 anys. Per cada 100 dones de 18 o més anys hi havia 103,4 homes.
La renda mediana per habitatge era de 35.000 $ i la renda mediana per família de 34.583 $. Els homes tenien una renda mediana de 24.167 $ mentre que les dones 18.333 $. La renda per capita de la població era de 13.066 $. Cap de les famílies estaven per davall del llindar de pobresa.

## Poblacions més properes
El següent diagrama mostra les poblacions més properes.